# 周邦輔
周邦輔（15世紀—1572年），號石泉，江西南康府安義縣安義里人，明朝政治人物。

## 生平
周邦輔是嘉靖二十八年（1549年）己酉科江西鄉試舉人，隆慶五年（1571年）授鹽城知縣，為人清介敢為，有古代名臣風範，在任內去世，子侄護送其靈柩回鄉時，鹽城父老沿江設祭，至江西境內才回去。

## 引用
1. 1 2  同治《安義縣志·卷九·人物志》：周邦輔，號石泉，安義里人，由嘉靖己酉鄉薦任鹽城令，清介果敢，有古名臣風，卒於官，子姪奔柩回籍，邑父老沿江設祭至江西境而還。 府志、陳志、張志稿